# Carl Doka
Carl Doka (* 29. Januar 1896 in Rorschach; † 10. Mai 1980) war ein Schweizer katholischer Publizist.

## Leben
1910 trat er ins Internat Stella Matutina in Feldkirch ein, das unter der Leitung der Jesuiten stand. Prägend war für ihn der Studienpräfekt Otto Karrer. Nach der Maturität studierte er an der Universität Zürich sowie in Bern, Genf und München Geschichte und Rechtswissenschaften und trat 1918 in Zürich der katholischen Studentenvereinigung Renaissance bei. Zwei Jahre später promovierte er und erlangte das zürcherische Anwaltspatent.
Nach der Promotion begann Doka seine publizistische Tätigkeit. Dabei schrieb er vor allem für katholische Presseerzeugnisse. In den Jahren 1925–1944 amtete er teilzeitlich als Schriftleiter der Schweizer Rundschau, einer katholischen Kulturzeitschrift. Im Jahre 1932 verliess er Zürich und leitete die Redaktion der Ostschweiz, der katholisch-konservativen Tageszeitung St. Gallens. Während dieser Zeit war Doka auch Mitglied des Grossen Rates und des Erziehungsrates des Kantons St. Gallen. 1946 kam er zurück nach Zürich, wo er Redaktor bei den christlich-sozialen Neuen Zürcher Nachrichten wurde. Die Trennung von der Ostschweiz erfolgte im Unfrieden. Doka sah sich um den Posten des Chefredaktors betrogen, da er in der liberalen Renaissance und nicht im konservativen Schweizerischen Studentenverein Mitglied war.
1939 wurde Doka in den Stiftungsrat der Kulturstiftung Pro Helvetia berufen. Als solcher arbeitete er mit Bundesrat Philipp Etter zusammen und war Schweizer Delegierter an Konferenzen der UNESCO. 1952 verliess er die Neuen Zürcher Nachrichten und wurde für 14 Jahre Chefredaktor des Kulturellen Auslandpressedienstes der Pro Helvetia. Ein Jahr bevor er diesen Posten abgab, übernahm er 1965 Leitung der deutschsprachigen Abteilung des Seminars für Journalistik an der Universität Freiburg, die er 1971 im Alter von 75 Jahren abgab. Seine Mitgliedschaft im Zentralkomitee der Neuen Helvetischen Gesellschaft 1934–1940 war nur von kurzer Dauer.